# بالمور
بالمور (بالإنجليزية: Balmore) هي قرية صغيرة كانت في مقاطعة ستيرلينغشاير، لكنها اليوم تقع في شرق دونبارتونشاير، اسكتلندا، تقع على بعد 1كم غرب تورانس وعلى بعد 5كم شرق ميلنغافي. توجد فيها العديد من المواقع الأثرية للإمبراطورية الرومانية والتي تقع إلى الجنوب من نهر كلفن وشمال قناة فورث وكلايد، تمتد بقايا جزء من الجدار الأنطوني من الشرق إلى الغرب، وعلى طوله يوجد حصنان رومانيان، وحصن روماني واحد ومعسكر روماني يمكن العثور عليهما في حدود 2 كم من بالمور.

## المشاهير
من الأشخاص البارزين المرتبطين بالمور ماغونس ماجنوسون، الصحفي ومقدم البرامج التلفزيونية الذي عاش بالقرب من المدينة حتى وفاته، وابنته الصحفية الأمريكية سالي ماجنوسون.